# Comuna Putna, Suceava
Putna este o comună în județul Suceava, Bucovina, România, formată din satele Gura Putnei și Putna (reședința). Aici se află Mănăstirea Putna, construită de Ștefan cel Mare între 1466 și 1469, în amintirea victoriei sale împotriva turcilor de la Chilia din 1465.

## Așezarea
Putna este situat în partea de nord a județului Suceava, în Obcinile Bucovinei (Obcina Mare și depresiunile intramontane Putna și Gura Putnei). Coordonatele geografice ale comunei Putna sunt latitudine nordică 47°87' și longitudine estică 25°62' și Gura Putnei sunt latitudine nordică 47°90' și longitudine estică 25°58'.

## Demografie
Componența etnică a comunei Putna
     Români (95,24%)
     Alte etnii (0,27%)
     Necunoscută (4,48%)
Componența confesională a comunei Putna
     Ortodocși (89,64%)
     Penticostali (4,65%)
     Alte religii (1,01%)
     Necunoscută (4,7%)
Conform recensământului efectuat în 2021, populația comunei Putna se ridică la 3.658 de locuitori, în creștere față de recensământul anterior din 2011, când fuseseră înregistrați 3.569 de locuitori. Majoritatea locuitorilor sunt români (95,24%), iar pentru 4,48% nu se cunoaște apartenența etnică. Din punct de vedere confesional, majoritatea locuitorilor sunt ortodocși (89,64%), cu o minoritate de penticostali (4,65%), iar pentru 4,7% nu se cunoaște apartenența confesională.

## Politică și administrație
Comuna Putna este administrată de un primar și un consiliu local compus din 13 consilieri. Primarul, Gheorghe Coroamă[*], de la Partidul Național Liberal, este în funcție din 2012. Începând cu alegerile locale din 2024, consiliul local are următoarea componență pe partide politice:
|  | Partid                          | Consilieri | Componența Consiliului | Componența Consiliului | Componența Consiliului | Componența Consiliului | Componența Consiliului | Componența Consiliului | Componența Consiliului |
|  | ------------------------------- | ---------- | ---------------------- | ---------------------- | ---------------------- | ---------------------- | ---------------------- | ---------------------- | ---------------------- |
|  | Partidul Național Liberal       | 7          |                        |                        |                        |                        |                        |                        |                        |
|  | Partidul Social Democrat        | 3          |                        |                        |                        |                        |                        |                        |                        |
|  | Alianța pentru Unirea Românilor | 2          |                        |                        |                        |                        |                        |                        |                        |
|  | Crețan Ciprian-Florentin        | 1          |                        |                        |                        |                        |                        |                        |                        |

## Recensământul din 1930
Componența etnică a comunei Putna
     Români (58%)
     Germani (26,6%)
     Evrei (7,15%)
     Ruteni (0,5%)
     Polonezi (5,35%)
     Cehi\Slovaci (1,43%)
     Maghiari (0,75%)
     Ruși (0,21%)
     Armeni (0,01%)
Componența confesională a comunei Putna
     Ortodocși (57%)
     Romano-catolici (33,53%)
     Mozaici (7,16%)
     Evanghelici\Luterani (1,2%)
     Greco-catolici (0,6%)
     Altă religie (0,51%)
Conform recensământului efectuat în 1930, populația comunei Putna se ridica la 2990 locuitori. Majoritatea locuitorilor erau români (58,0%), cu o minoritate de germani (26,6%), una de evrei (7,15%), una de ruteni (0,5%), una de polonezi (5,35%), una de maghiari (0,75%), una de ruși (0,22%), una de armeni (0,01%) și una de cehi\slovaci (1,43%). Din punct de vedere confesional, majoritatea locuitorilor erau ortodocși (57,0%), dar existau și romano-catolici (33,53%), mozaici (7,16%), evanghelici\luterani (1,2%) și greco-catolici (0,6%). Alte persoane au declarat: altă religie (3 persoane) și fără religie (13 persoane).

## Economia
Putna a cunoscut un ritm de creștere economică în ultimul timp în care s-a dezvoltat prelucrarea lemnului.

## Obiective turistice
- Mănăstirea Putna - mănăstire ctitorită de Ștefan cel Mare și necropolă voievodală a Moldovei
- Chilia lui Daniil Sihastrul
- Biserica de lemn din Putna - monument istoric construit conform tradiției în localitatea Volovăț de voievodul Dragoș, unul din intemeietorii Moldovei, și mutat aici de către Ștefan cel Mare.
- Biserica Nașterea Maicii Domnului din Putna - biserica ortodoxă parohială a satului, construită între anii 1900-1908
- Biserica romano-catolică din Putna - construită în 1936
- Obcinele Bucovinei (sit de importanță comunitară inclus în rețeaua europeană Natura 2000 în România).

## Transportul
Calea ferată Suceava-Putna trece prin Gura Putnei și are staționare în gara Putna Centru. Transportul feroviar a fost întrerupt în anul 2012 și redeschis la data data de 14 august 2018, CFR (Căile Ferate Romane) adăugând o haltă nouă numita Putna Troița. Transportul se face și stradal, infrastructura șoselelor fiind una bună, cu legătura către orașele și localitățile din zonă.

## Orașe înfrățite
- Montmorillon, Franța din  2013[8]

## Imagini

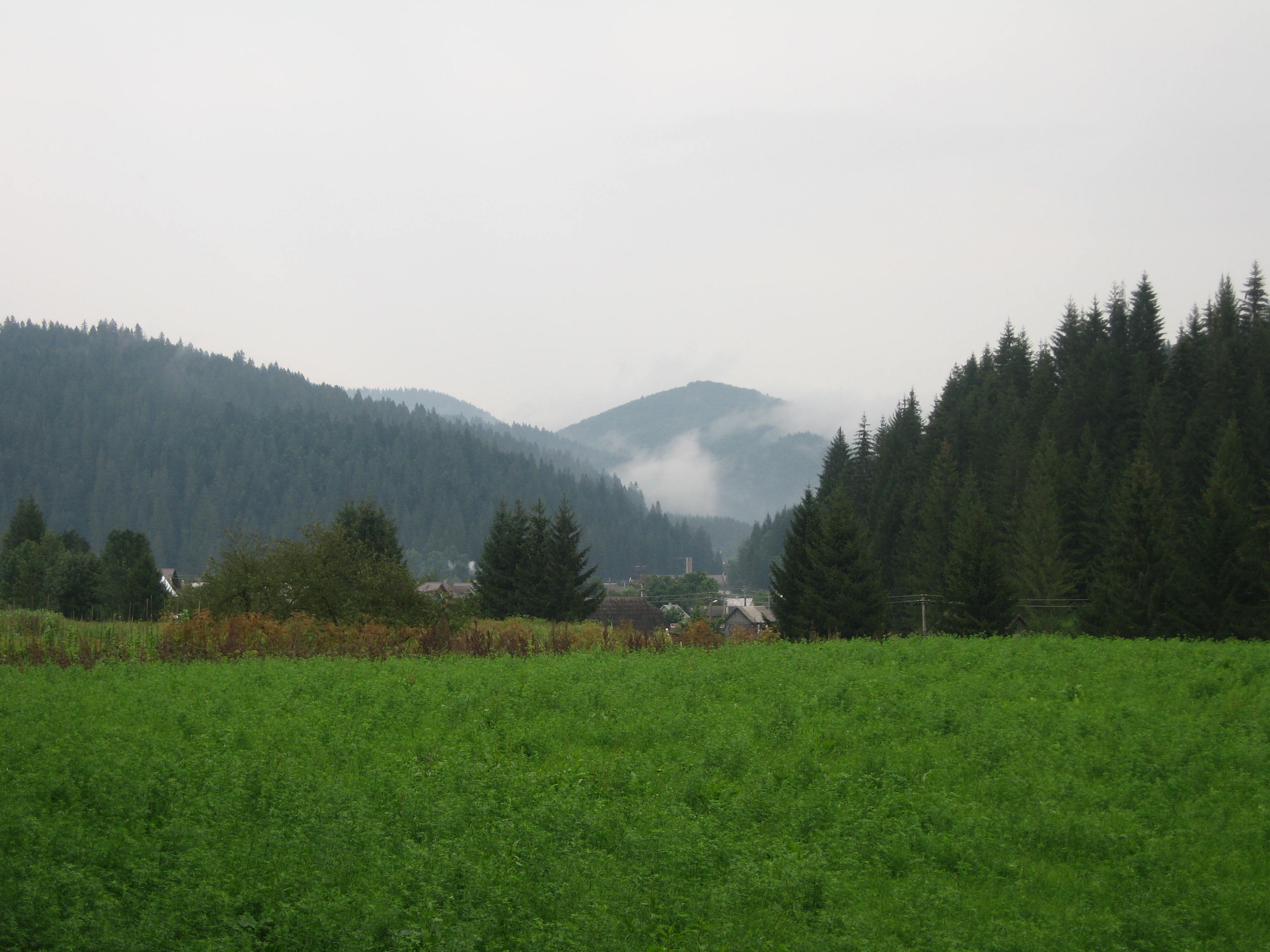
Satul Putna se află într-o zonă montană
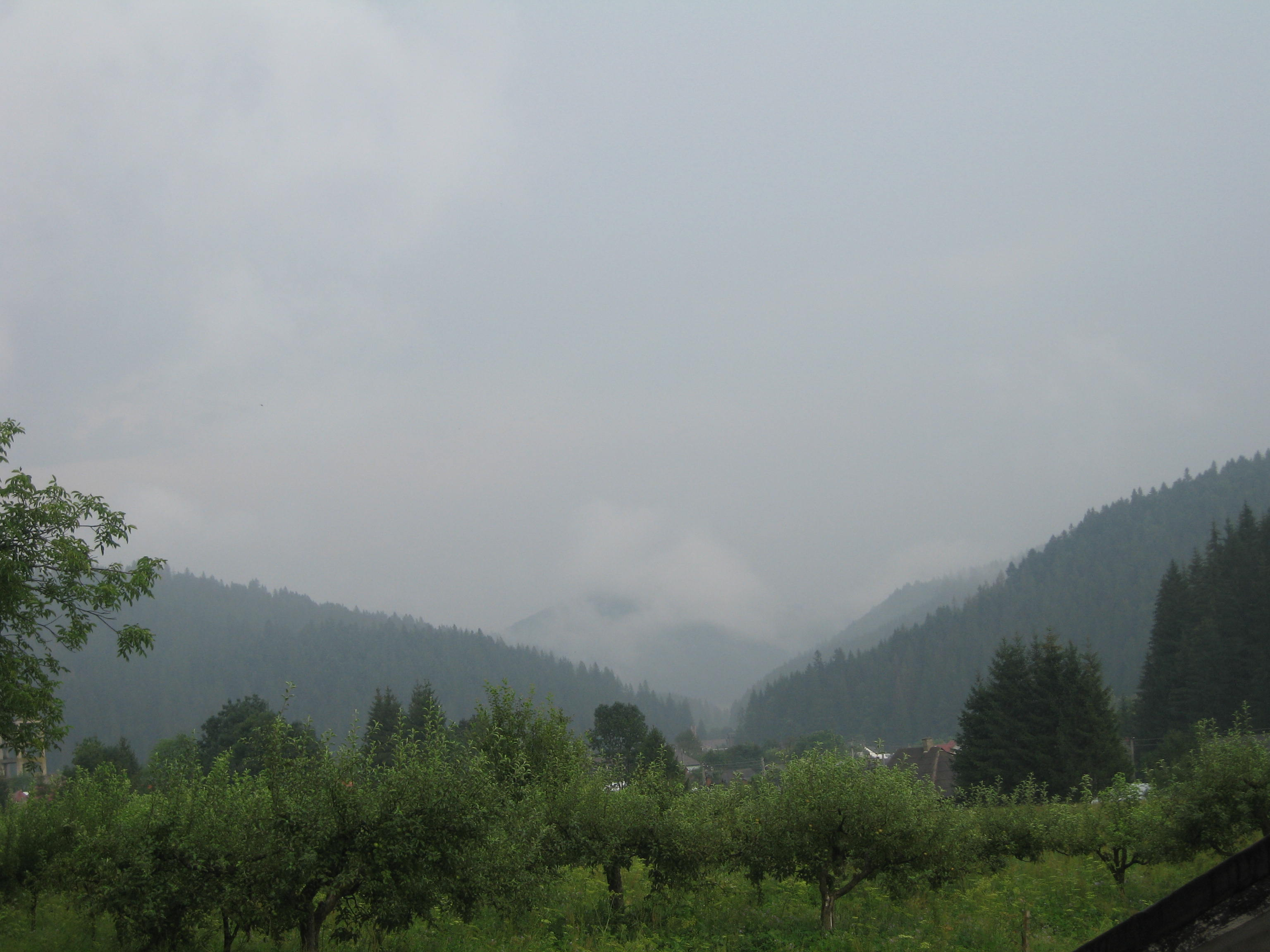
Satul Putna văzut într-o zi ploioasă de vară
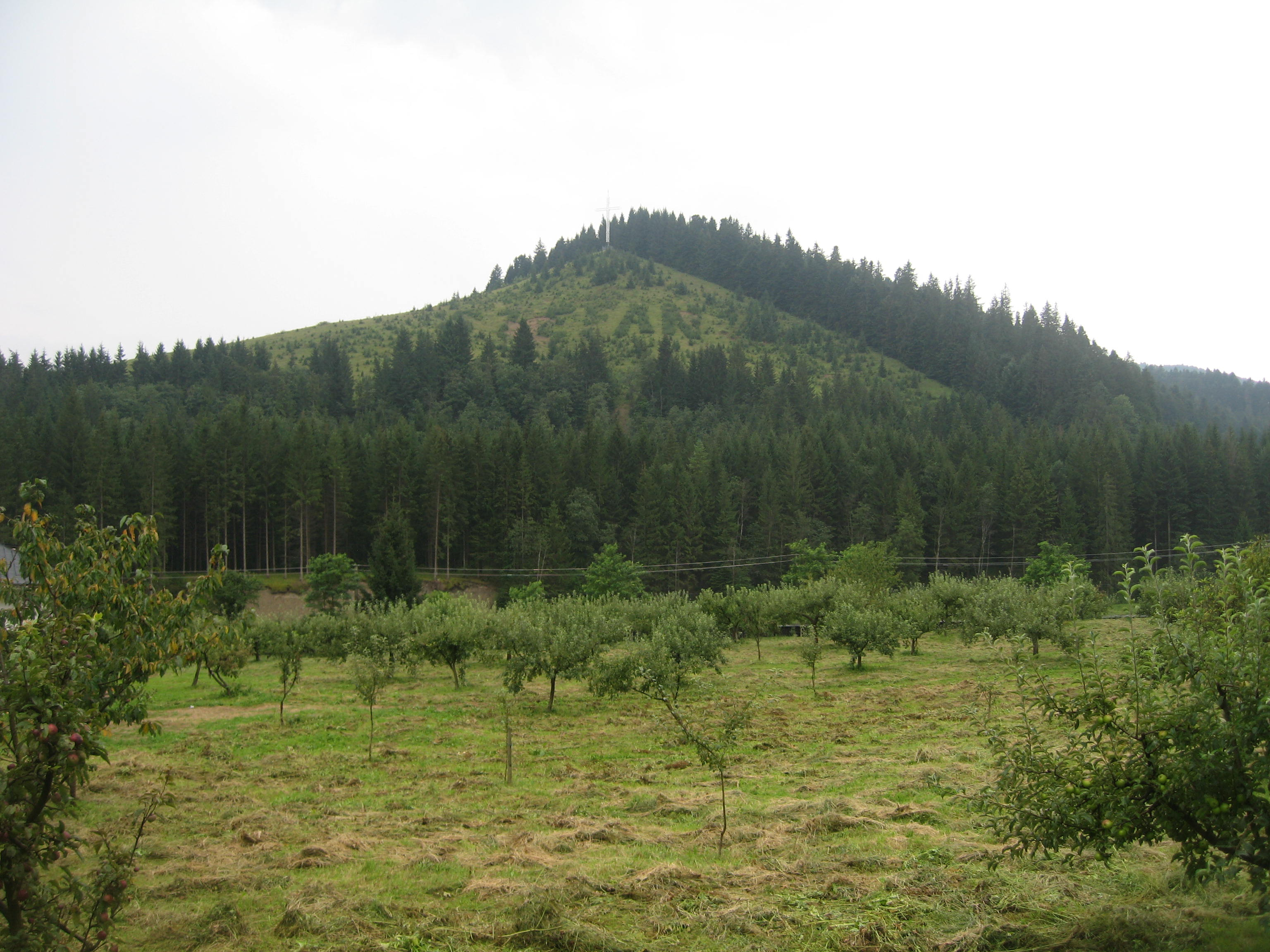
Dealul din stânga Mănăstirii Putna pe care s-a scris numele lui Ștefan cel Mare
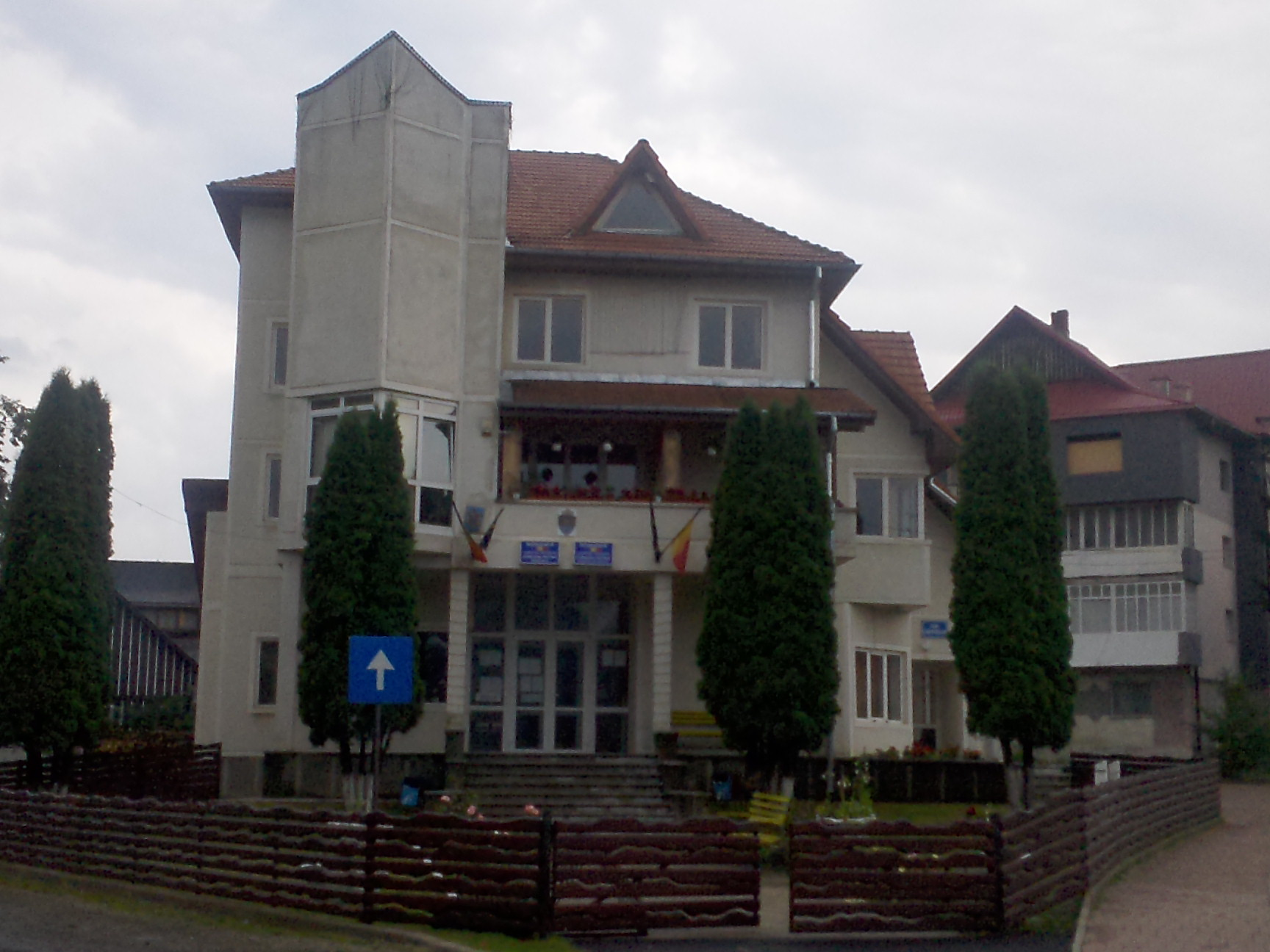
Primăria și Consiliul Local Putna
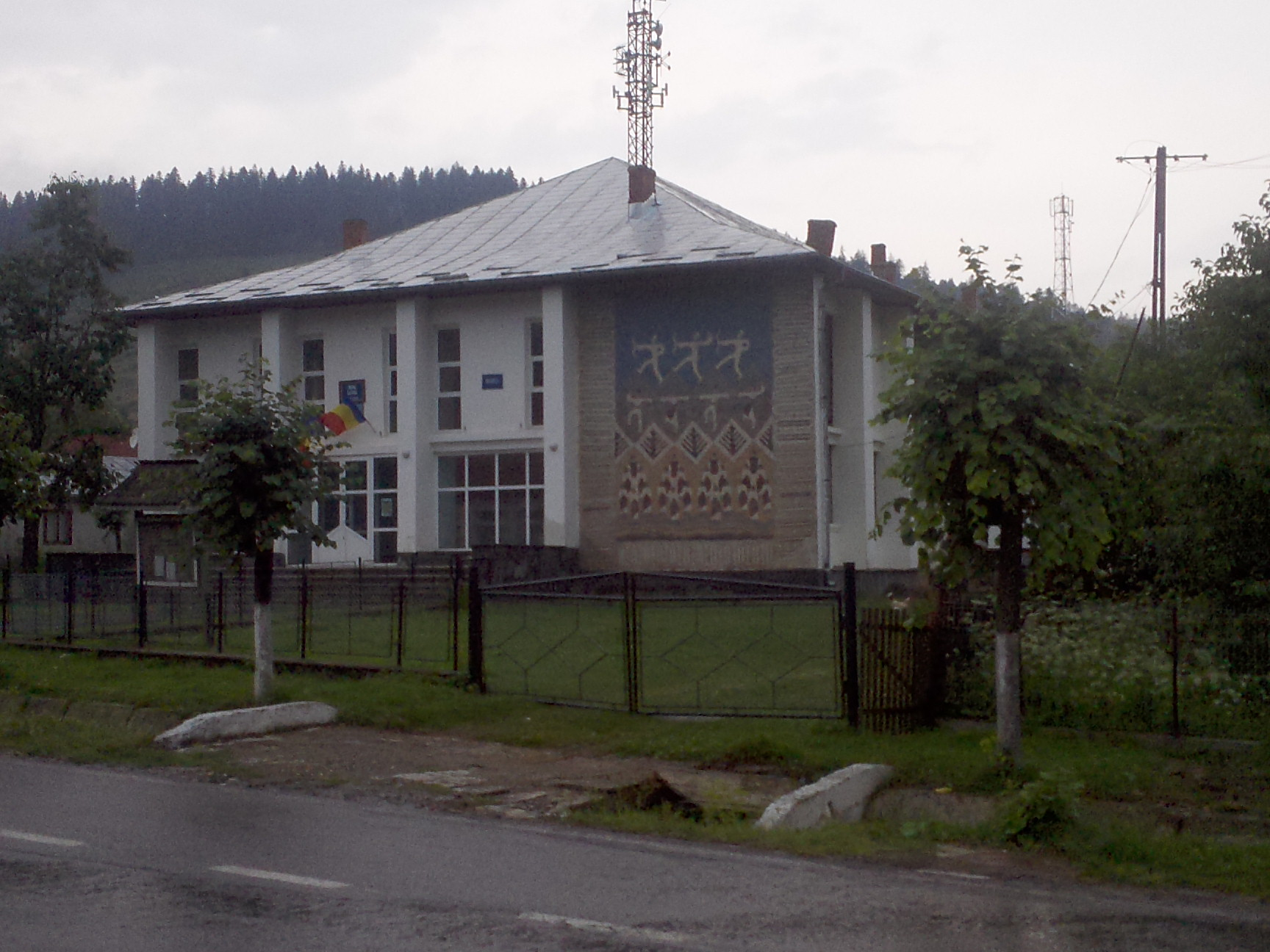
Casa de cultură locală